# Militair district Wolga-Oeral
| Districtembleem |                 |
|                 |                 |
| Hoofdkwartier   | Jekaterinenburg |

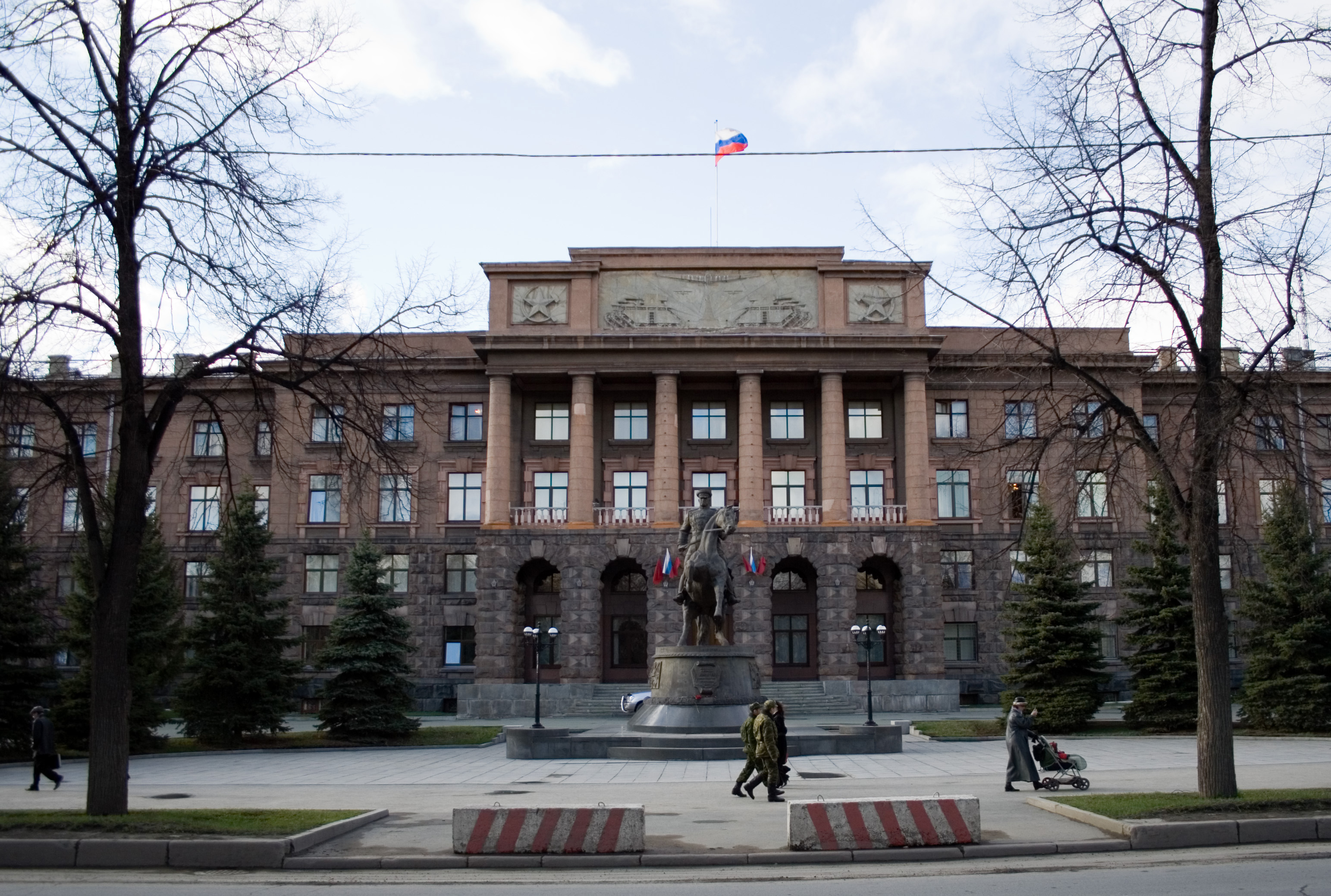
Hoofdkwartier in Jekaterinenburg

Het militair district Wolga-Oeral (Russisch: Приволжско-Уральский военный округ) is een van de zes militaire districten van de Strijdkrachten van de Russische Federatie. Het militaire district ontstond op 1 september 2001 door de samenvoeging van het militair district Wolga en het militair district Oeral, waarbij het voormalige hoofdkwartier van het militair district Oeral in Jekaterinenburg tot hoofdkwartier werd gemaakt van het gefuseerde nieuwe militaire district. De strijdkrachten in het militaire district staan sinds juli 2004 onder het bevel van generaal-kolonel Vladimir Boldyrev.
Tot het gebied behoren alle deelgebieden van het Federaal District Oeral en het Federaal District Wolga, behalve de oblast Nizjni Novgorod, die tot het militair district Moskou wordt gerekend.

## Geschiedenis
Het huidige militaire district heeft meerdere voorgangers gekend. De eerste hiervan was het militaire district Kazan, dat in 1864 werd ingesteld en dat in 1918 werd opgesplitst in de militaire districten Oeral en Wolga. Deze werden na een aantal tussentijdse veranderingen in 1989 samengevoegd tot het militaire district Wolga-Oeral, maar in 1992 opnieuw opgesplitst in de beide militaire districten. In 2001 werden deze echter alsnog samengevoegd en ontstond het huidige militaire district.

### Militair district Kazan
Aanvankelijk was Rusland niet bestuurlijk onderverdeeld, niet op bestuurlijk en ook niet op militair vlak. De regio van het huidige militaire district viel in handen van de Russen in de tijd na de val van het kanaat Kazan in 1552. Vanaf 1555 ontstonden de eerste regimenten, die de nieuwe Russische nederzettingen moesten verdedigen tegen invallen van buitenaf. Hiervoor waren eeuwenlang de Kozakken grotendeels verantwoordelijk. In de 18e eeuw verschenen echter ook de eerste gewone legereenheden in de steden. Tussen 1855 en 1881 vond een militaire hervorming plaats in het Russische Rijk, waarbij militaire districten werden ingesteld en militaire bevoegdheden op bevel van tsaar Alexander II werden overgeheveld van het centrale Ministerie van Oorlog naar regionale militaire organen.
Het militair district Kazan werd op 6 augustus 1864 opgericht in het gouvernement Wolga per decreet van de Minister van Oorlog als een van de 15 nieuwe militaire districten van het Russische Rijk. Elk district moest het bevel voeren over enkele gevechtseenheden en daarnaast dienen als regionaal militair-bestuurlijk orgaan; 'het Ministerie van Oorlog op lokaal niveau'. Het militaire district had haar hoofdkwartier in Kazan en had daarbij de gouvernementen Orenburg, Kazan en Oefa, een gedeelte van het gouvernement Perm en de oblasten Oeral en Toergaj. In 1911 werden in het district het 16e en het 24e Legerkorps gevormd en vlak voor de Eerste Wereldoorlog werd het bestuur van het district ondergebracht in het Vierde Russische Leger.

### Twee militaire districten
Na de Oktoberrevolutie werd het apparaat van de voormalige tsaristische militaire districten door de bolsjewieken als hinderlijk beschouwd voor de oprichting van het nieuwe Rode Leger en om deze reden werd op 31 maart 1918 een nieuwe structuur opgezet, waarbij het militaire district werd opgesplitst in de militaire districten Volga en Oeral. Tijdens de Russische Burgeroorlog werd er zwaar gevochten in beide militaire districten. Na het einde van de oorlog werden de troepeneenheden in sterkte teruggebracht en werd het militair district Oeral op 21 april 1922 weer opgeheven. Op 17 mei 1935 werd het echter weer opgericht met haar hoofdkwartier in Sverdlovsk. Dit werd gedaan vanwege de internationale spanningen die waren ontstaan als gevolg van de opkomst van de nazi's in Duitsland en de Japanse invasie van Mantsjoerije iets eerder in 1931. De Tweede Wereldoorlog brak voor de Sovjet-Unie uit in 1938, toen een gevecht met Japan werd geleverd ten zuiden van Vladivostok. In 1939 namen de 57e Infanteriedivisie van het militair district Wolga en de 82e Infanteriedivisie van het militair district Oeral deel aan de Slag bij Halhin Gol, waarbij de Japanners een zware nederlaag leden en de Sovjet-Unie geen aanvallen meer te verduren kreeg vanuit het oosten in die oorlog.

#### Tweede Wereldoorlog
Tijdens de Tweede Wereldoorlog stuurden de beide militaire districten meer dan 3000 eenheden naar het westfront met in totaal zo'n twee miljoen manschappen. Tijdens de oorlog werden in beide militaire districten vijf legers, 132 divisies en meer dan 300 regimenten en bataljons opgericht. Hiertoe behoorden de 153e Infanteriedivisie, die vanwege haar gevechtshandelingen in Wit-Rusland en Smolensk op 18 september 1941 tot onderdeel van de Garde, de elite-eenheid van het Russische Leger werden gemaakt als de 3e garde-infanteriedivisie. In die tijd werd in het militair district Oeral met hulp van duizenden fabrieksarbeiders en dwangarbeiders (Goelag) het 30e Oeral-tankkorps opgezet, wat later het 10e Oeral-Lvov Tankkorps werd en nu de 10e Garde-Oeral-Lvovtankdivisie is van het militair district Moskou.
Tijdens de oorlog werd Koejbysjev gebruikt als alternatieve hoofdstad van de Sovjet-Unie en werd de Oeral omgevormd tot het grootste arsenaal van het land, waar vele fabrieken uit het westen van het land naartoe werden gebracht en ingezet werden voor de wapenproductie. Het Sovjet-Derde Gardeleger keerde na de oorlog terug uit Duitsland en werd omgezet naar het nieuwe militaire district Wolga eind 1945. Als onderdeel van de grote demobilisatie van 1945 tot 1946 werd het militaire district Kazan voor korte tijd opnieuw opgericht, waaronder toen de Tataarse, Oedmoertse, Marische en Tsjoevasjische ASSR's vielen.

#### Na de oorlog
Tussen 1948 en 1953 voerde maarschalk Georgi Zjoekov het bevel over het militair district Oeral. Op 15 januari 1974, per decreet van de Opperste Sovjet van de Sovjet-Unie, kregen beide militaire districten vanwege hun grote bijdragen aan het versterken van de defensiekracht van de staat en haar gewapende verdediging de Orde van de Rode Banier uitgereikt.

### Militair district Wolga-Oeral
Op 1 september 1989 werden beide militaire districten samengevoegd tot het militair district Wolga-Oeral met het hoofdkwartier in Samara, maar eind juli 1992 werd het militair district Oeral opnieuw opgericht vanwege het feit dat door het uiteenvallen van de Sovjet-Unie een jaar eerder haar gebied plotseling kwam te grenzen aan buitenlandse gebieden (Kazachstan). Vanaf dat jaar kregen beide militaire districten te maken met grote aantallen nieuwe eenheden en formaties die terugkeerden uit vroegere troepeneenheden in voormalige Sovjetrepublieken en het Oostblok. Hiertoe behoorden onder andere het Tweede Garde-tankleger en de 16e en 90e Guarde-Tankdivisie uit de Groep van Sovjetstrijdkrachten in Duitsland. De ontvangst hiervan zorgde voor veel rompslomp voor de beide hoofdkwartieren en de regionale besturen. Veel van deze eenheden moesten vervolgens worden ontbonden, waaronder de 15e Gardetankdivisie (teruggetrokken uit de Centrale Strijdgroep), die nog een groot aantal jaar gestationeerd was in Tsjebarkoel en pas ophield te bestaan in 2005.
In 2001 werden beide militaire districten uiteindelijk weer samengevoegd tot het militair district Wolga-Oeral.

## Huidige samenstelling
Tot het militaire district behoren nu:
- 34e gemotoriseerde infanteriedivisie (Jekaterinenburg)
- 15e onafhankelijke motor infanteriebrigade
- Tweede Leger (Samara)
  - 27e Garde-infanteriedivisie (Totskoje)
  - Russische 201e gemotoriseerde infanteriedivisie (Doesjanbe, Tadzjikistan)
- 5e Luchtleger van de VVS en PVO
- andere formaties en eenheden

## Bevelhebbers
| Naam          | Functie          | Periode   |
| ------------- | ---------------- | --------- |
| A.M. Makasjov | kolonel-generaal | 1989-1991 |
| A.I. Sergejev | kolonel-generaal | 1991-1992 |
| A.I. Baranov  | legergeneraal    | 2001-2004 |
| V.A. Boldyrev | kolonel-generaal | 2004 - nu |